# Stactobia atra
Stactobia atra är en nattsländeart som först beskrevs av Hagen 1865.  Stactobia atra ingår i släktet Stactobia och familjen smånattsländor. Inga underarter finns listade i Catalogue of Life.